# Jack Flett
John (Jack) Flett (Kildonan, 19 november 1871 - Vancouver, 13 december 1932) was een Canadees lacrossespeler. 
Met de Canadese ploeg won Flett de olympische gouden medaille in 1904.

## Resultaten
- 1904  Olympische Zomerspelen in Saint Louis